# Ульяновская, Надежда Авксентьевна
Надежда Авксентьевна Ульяновская (род. 6 ноября 1966 года, Вологодская область, РСФСР, СССР) — бывшая советская и российская футболистка (центральный  защитник),  футбольный арбитр. Инспектор УЕФА.

## Биография
Кандидат в мастера спорта по лыжам. Окончила школу с золотой медалью.
Работала дояркой. Имеет  диплом тренера-преподавателя по лыжному спорту  Института физкультуры имени Лесгафта.
Выступала  за женские футбольные команды  «Скороход», «Текстильщик» (с которым в 1991 году выиграла чемпионат СССР), «Калужанка» (в сезоне 1993 года провела 13 игр, 1994 — 11 и в 1995 — 7). В 1995 году по причине тяжёлой травмы была вынуждена завершить игровую карьеру. По рекомендации своего тренера в «Калужанке» Юрия Павловича Прохорова (1954—2017) решила попробовать свои силы в судействе. Начав с Первенства Калужской области среди юниоров Ульяновская досудилась до сначала региональной категории, а потом стала и арбитром ФИФА. Обслуживала в том числе и матчи мужских команд.
Первая в России женщина-арбитр и женщина-футбольный инспектор.

## Достижения
- Чемпион СССР (1): 1991
- Бронзовый призёр Чемпионата России 1994
- Награждена Почётной грамотой УЕФА.